# Darkest Hour
Darkest Hour – amerykański zespół muzyczny wykonujący melodic death metal i metalcore.
26 kwietnia 2009 zagrali koncert w katowickim Mega Clubie w ramach Thrash and Burn European Tour.

## Muzycy
| Obecny skład zespołu - John Henry – śpiew (1995–) - Mike Schleibaum – gitara rytmiczna (1995–), gitara prowadząca (1995–1999, 2020–2021) - Nico Santora – gitara prowadząca (2021–) - Aaron Deal – gitara basowa (2011–) - Travis Orbin – perkusja (2012–) |  | Byli członkowie zespołu - Raul Mayorga – gitara basowa (1995–1999) - Matt Maben – perkusja (1995–1999) - Ryan Parrish – perkusja (1999–2011) - Fred Ziomek – gitara (1999–2001) - Billups Allen – gitara basowa (1999–2001) - Paul Burnette – gitara basowa (2001–2011) - Mike Garrity – gitara (2001) - Tommy Gun – gitara (2001) - Kris Norris – gitara (2002–2008) - Timothy Java – perkusja (2011–2012) - Michael „Lonestar” Carrigan – gitara prowadząca (2008–2020) |

## Dyskografia
Albumy długogrające
| Tytuł                                | Dane dot. albumu                                       | Pozycja na liście | Pozycja na liście | Pozycja na liście | Pozycja na liście | Sprzedaż         |
| Tytuł                                | Dane dot. albumu                                       | USA               | USA Ind.          | USA Rock          | USA Heat.         | Sprzedaż         |
| ------------------------------------ | ------------------------------------------------------ | ----------------- | ----------------- | ----------------- | ----------------- | ---------------- |
| The Mark of the Judas                | - Data: 18 lipca 2000 - Wydawca: MIA Records           | —                 | —                 | —                 | —                 |                  |
| So Sedated, So Secure                | - Data: 2001 - Wydawca: Victory Records                | —                 | —                 | —                 | —                 |                  |
| Hidden Hands of a Sadist Nation      | - Data: 20 maja 2003 - Wydawca: Victory Records        | —                 | —                 | —                 | —                 |                  |
| Undoing Ruin                         | - Data: 28 czerwca 2005 - Wydawca: Victory Records     | 138               | 10                | —                 | 2                 |                  |
| Deliver Us                           | - Data: 10 lipca 2007 - Wydawca: Victory Records       | 110               | 14                | —                 | 1                 |                  |
| The Eternal Return                   | - Data: 23 czerwca 2009 - Wydawca: Victory Records     | 104               | 16                | —                 | 1                 |                  |
| The Human Romance                    | - Data: 22 lutego 2011 - Wydawca: E1 Music             | 185               | 23                | 49                | 3                 | - USA: 3,6 tys.+ |
| Darkest Hour                         | - Data: 5 sierpnia 2014 - Wydawca: Sumerian Records    | 102               | 11                | 29                | —                 | - USA: 3,2 tys.+ |
| Godless Prophets & the Migrant Flora | - Data: 10 marca 2017 - Wydawca: Southern Lord Records | 42                |                   |                   | 1                 |                  |
| Perpetual Terminal                   | - Data: 23 lutego 2024 - Wydawca: MNRK Heavy           |                   |                   |                   |                   |                  |

Kompilacje
- Archives (2006, A-F Records)

EPs
- The Misanthrope (1996, Death Truck Records)
- The Prophecy Fulfilled (1999, Art Monk Construction)

Splity
- Darkest Hour / Groundzero (1999, East Coast Empire)
- Where Heroes Go to Die z Dawncore (2001, Join the Team Player)
- Darkest Hour / Set My Path (2004, April 78)

DVD
- Party Scars and Prison Bars: A Thrashography (DVD, 2005)
- Party Scars and Prison Bars Two and a Half: Live - Undoing Ruin (DVD, 2017)